# Kalixfors flygbas
Kalixfors flygbas är en numera nedlagd militär flygbas utanför Kiruna. Den bestod av tre rullbanor och ett antal omkringliggande anläggningar. 

## Historik
Flygbasen var operativ fram till år 1966, då Flygvapnet istället överförde sin verksamhet till Kiruna flygplats. Flygbasen kvarstod dock inom Försvarsmakten, och var fram till slutet av 1990-talet ett skjutfält, speciellt flygfältet en militär installation som var tillskriven viss sekretess, därmed hemlig.[källa behövs] Vid Kalixfors skjutfält utbildades prickskyttar inom svenska arméns jägarförband under 1980-2000.[källa behövs] Anläggningen innehar tre stora rullbanor, varav den längsta är 1 000 meter lång.

### Skrift
- Andersson, Lennart (2008). Svenska Flygbaser. Ulf Edlund